# Cecilia Kallin
Cecilia Ellen Kallin, född 4 december 1991 i Falköping, är en svensk sångare och låtskrivare. Tidigare var hon sångare och gitarrist i popgruppen Timoteij, som slog igenom med låten "Kom" i Melodifestivalen 2010.

## Biografi
År 2018 gav Kallin ut sången Runaway som blev hennes debut som soloartist. Hennes andra singel Don’t You Wanna Know kom den 27 april samma år och följdes av en musikvideo inspelad i Sydafrika. Den 3 augusti 2018 kom hennes tredje singel Station. 14 december 2018 kom Kallins fjärde singel Play Pretend. Under 2020 gav hon ut fyra singlar och en EP. År 2021 kom "Sí Sí Sí", en spansk-språkig cover av Timoteijs låt "Kom", men nu uppträdde Kallin under artistnamnet Cera.
Cecilia Kallin har skrivit ett antal sånger för svenska och norska artister. År 2017 tävlade hon som låtskrivare i Melodi Grand Prix Norge. I maj 2018 gav hon ut smyckeskollektionen “Harmony by Cecilia Kallin” i samarbete med det svenska accessoarmärket SEVEN/EA.
Låten Unfeather, som är med i avsnitt 9 av TV-serien Veni Vidi Vici, sjöngs av Cecilia Kallin. Kallin är ambassadör för Furch Guitars och The Perfect World Foundation.

## Diskografi

### Singlar
- Runaway (2018)
- Don't You Wanna Know (2018)
- Station (2018)
- Play Pretend (2018)
- Heaven (2020)
- I Really Like You (2020)
- Guilty Pleasure (2020)
- Music Won't Stop (2020)
- Sí Sí Sí (2021)
- Love Stuck (Christmas of a Kind) (2021)
- Vart jag än går (2022)
- What's That Song (2022)
- Juni, Juli, Augusti (2022)
- Fool's Errands (2023)
- Wait for Me (2023)
- Forever Young (2023)
- Coming Home (2024)

### EP
- Honey (2020)
- Cloud 9 (2023)

### Andra skivor artisten medverkar på
- 528 - "Unfeather" (2018)
- Sonnenton - "One & One" (2020)

## Låtskrivare till andra artister

### Timoteij
- "Glöd" (2012)
- "Faller" (2012)
- "Wildfire" (2015)
- "Milky Way" (2015)
- "Never Gonna Be the Same Without You" (2016)
- "Firelight" (2016)
- "Wildfire (Acoustic Version)" (2016)

### Övriga artister
- David Lindgren - "Ignite" (2013)
- Erik Linder - "Vinternatt" (2013)
- In Fusion - "Nothing Ever Knocked Us Over" (2017)

### Webbkällor
Cecilia Kallin på Discogs (engelska)